# Fedde le Grand
Fedde le Grand (n. 7 septembrie 1977 în Utrecht, Țările de Jos) este un DJ și producător de muzică neerlandez, cunoscut pentru hiturile Put Your Hands Up For Detroit și Let Me Think About It cu Ida Corr.

## Discografie
Albume
- 2007: Sessions
- 2009: Output

Remixuri
- 2004: Anita Kelsey - Every Kiss
- 2005: Funkerman & RAF - Rule The Night
- 2005: Erick E - Boogie Down
- 2005: Funkerman - The One
- 2006: Camille Jones - The Creeps
- 2006: Erick E Feat. Gina J - Boogie Down
- 2006: Freeform Five - No More Conversations
- 2006: Olav Basoski Feat. Mc Spyder - Like Dis
- 2006: Erick E - The Beat Is Rockin'
- 2006: Sharam - PATT (Party All The Time)
- 2007: Ida Corr - Let Me Think About It
- 2007: The Factory - Couldn't love you more
- 2007: Robbie Williams - King Of Bongo
- 2007: Samim - Heater
- 2008: Martin Solveig - C'est la Vie
- 2008: Madonna - Give It 2 Me
- 2008: Stereo MCs - Black Gold
- 2010: Benny Benassi feat. Kelis, apl.de.ap. & Jean Baptiste - Spaceship
- 2010: Everything But The Girl - Missing
- 2011: David Guetta feat. Taio Cruz & Ludacris - Little Bad Girl
- 2011: Coldplay - Paradise

## Premii
- 2007 Best Dance Video – MTV, Australia
- 2007 International Deejay – Favourite of the year – DDJA, Denmark
- 2007 International Upfront – Release of the year – DDJA, Denmark
- 2007 Best Underground House Track – IDMA, Miami
- 2007 Best Breaks/Electro Track – IDMA, Miami
- 2007 Best Breakthrough Solo Artist – IDMA, Miami
- 2006 '#1 summer anthem of Ibiza' – M8, Ibiza